# Potanthus pseudomaesa
Potanthus pseudomaesa là một loài bướm ngày thuộc họ Bướm nhảy.
Ấu trùng ăn Axonopus compressus.

## Tham khảo

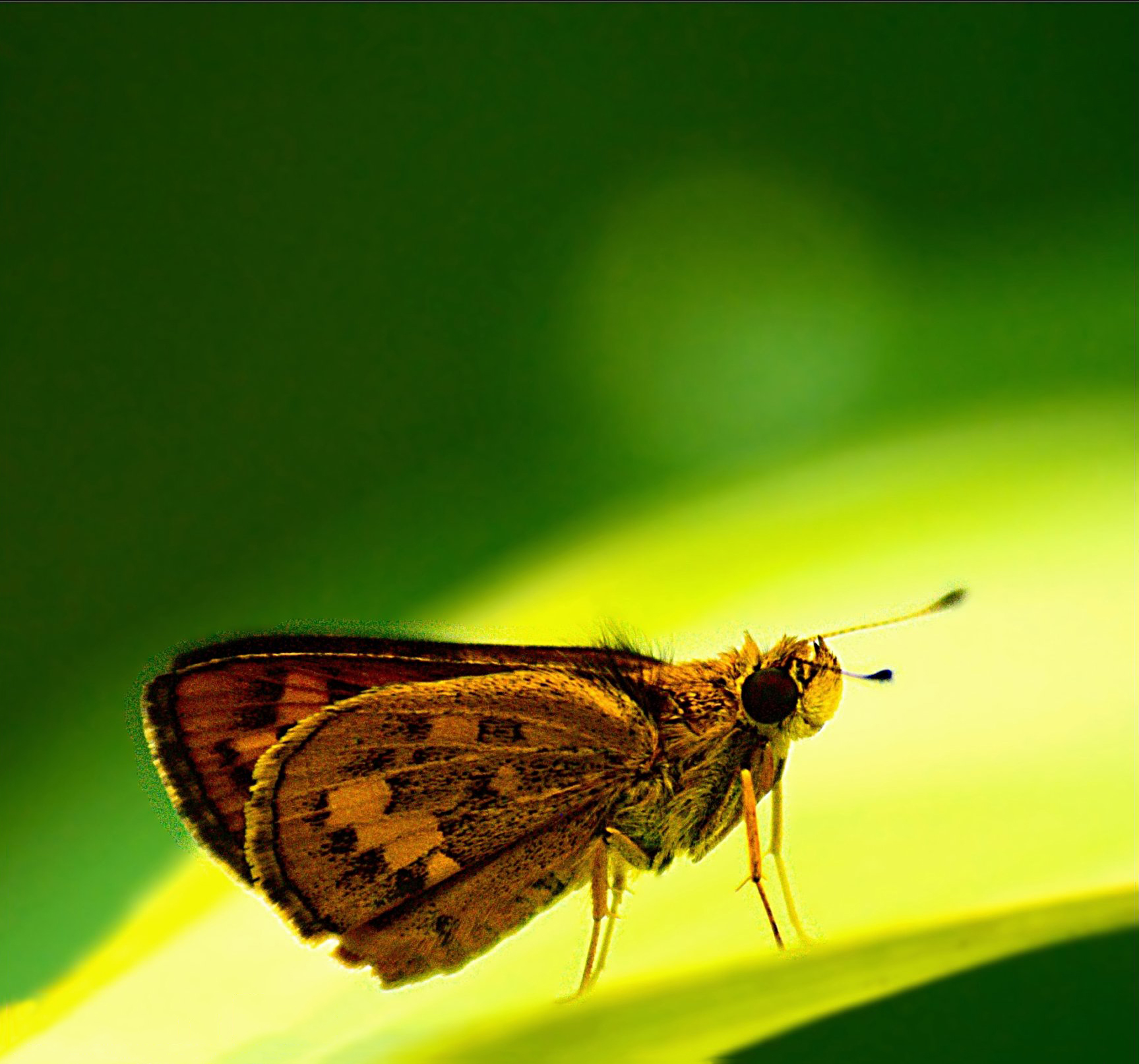
from Payyanur, Kerala